# Neusu Aceh
Neusu Aceh is een bestuurslaag in het regentschap Banda Aceh van de provincie Atjeh, Indonesië. Neusu Aceh telt 3421 inwoners (volkstelling 2010).